# OR2G6
OR2G6 (англ. Olfactory receptor family 2 subfamily G member 6) – білок, який кодується однойменним геном, розташованим у людей на короткому плечі 1-ї хромосоми.  Довжина поліпептидного ланцюга білка становить 316 амінокислот, а молекулярна маса — 34 890.
| 10         |  | 20         |  | 30         |  | 40         |  | 50         |
| ---------- |  | ---------- |  | ---------- |  | ---------- |  | ---------- |
| MEETNNSSEK |  | GFLLLGFSDQ |  | PQLERFLFAI |  | ILYFYVLSLL |  | GNTALILVCC |
| LDSRLHTPMY |  | FFLSNLSCVD |  | ICFTTSVAPQ |  | LLVTMNKKDK |  | TMSYGGCVAQ |
| LYVAMGLGSS |  | ECILLAVMAY |  | DRYAAVCRPL |  | RYIAIMHPRF |  | CASLAGGAWL |
| SGLITSLIQC |  | SLTVQLPLCG |  | HRTLDHIFCE |  | VPVLIKLACV |  | DTTFNEAELF |
| VASVVFLIVP |  | VLLILVSYGF |  | ITQAVLRIKS |  | AAGRQKAFGT |  | CSSHLVVVII |
| FYGTIIFMYL |  | QPANRRSKNQ |  | GKFVSLFYTI |  | VTPLLNPIIY |  | TLRNKDVKGA |
| LRTLILGSAA |  | GQSHKD     |  |            |  |            |  |            |

A: Аланін

C: Цистеїн

D: Аспарагінова кислота

E: Глутамінова кислота

F: Фенілаланін

G: Гліцин

H: Гістидин

I: Ізолейцин

K: Лізин

L: Лейцин

M: Метіонін

N: Аспарагін

P: Пролін

Q: Глутамін

R: Аргінін

S: Серин

T: Треонін

V: Валін

W: Триптофан

Кодований геном білок за функціями належить до рецепторів, g-білокспряжених рецепторів, білків внутрішньоклітинного сигналінгу. 
Задіяний у такому біологічному процесі як поліморфізм. 
Локалізований у клітинній мембрані.